# Scansoriopterygidae
Scansoriopterygidae (= Kletterflügel) sind eine ausgestorbene Familie kletternder und gleitender, theropoder Dinosaurier aus der Gruppe der Maniraptoren. Scansoriopterygiden sind von fünf gut erhaltenen Fossilien aus den Fossillagerstätten der Tiaojishan-Formation bekannt, die vier Gattungen repräsentieren: Yi, Epidexipteryx, Ambopteryx, Epidendrosaurus/Scansoriopteryx.

## Merkmale

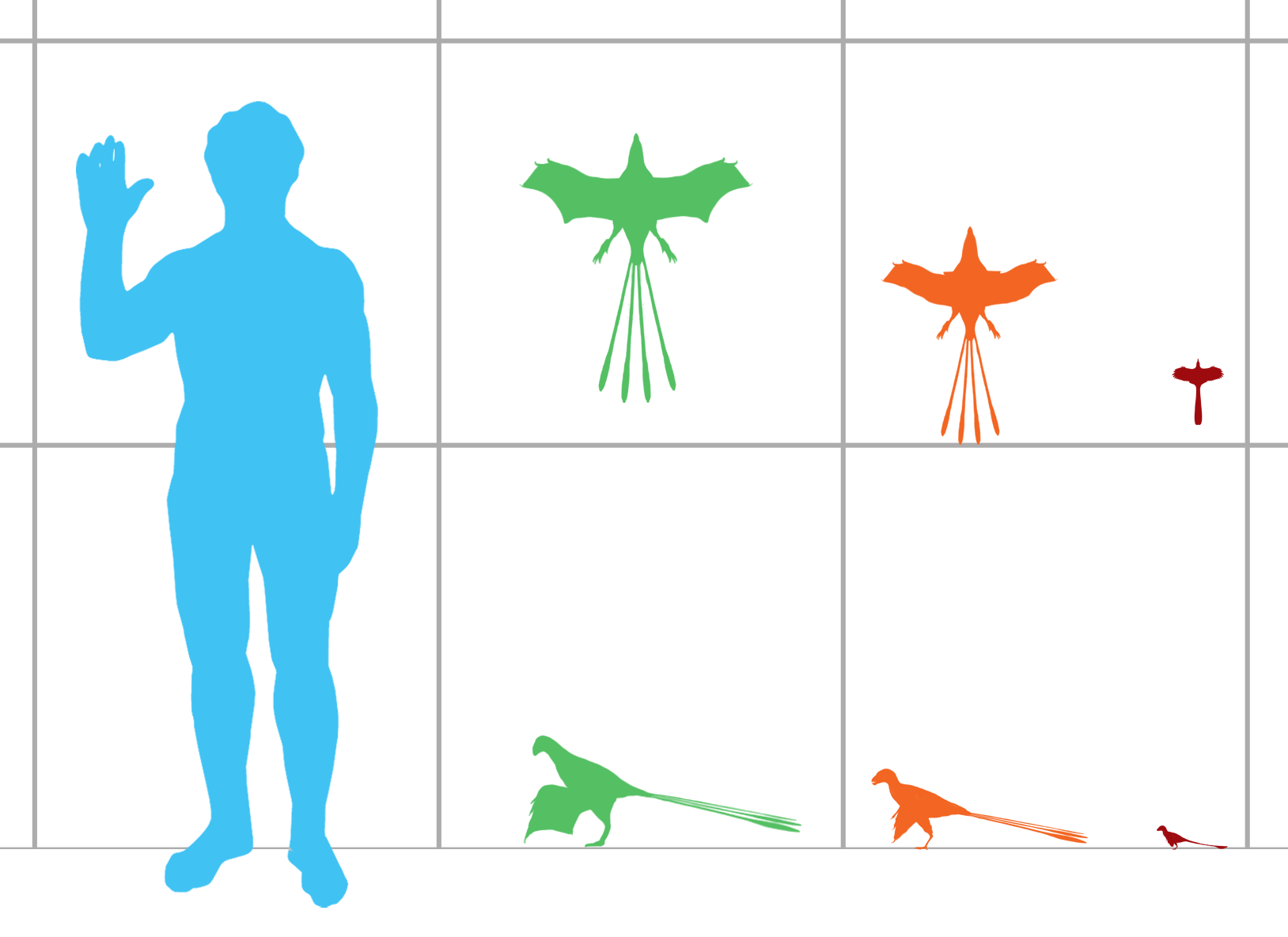
Größenvergleich der Scansoriopterygidae Yi qi (grün), Epidexipteryx hui (orange) und Scansoriopteryx heilmanni (rot), skaliert basierend auf den Holotyp-Exemplaren der einzelnen Arten.

Scansoriopterygidae waren etwa spatzengroß und gehören damit zu den kleinsten bekannten Nichtvogeldinosauriern. Besonders sind bei einzelnen Arten eine Gleitmenbran, die an Fledermausflügel erinnert. Die Fossilien geben Hinweis darauf, dass Dinosaurier in enger Verwandtschaft zu den Vögeln (Aves) kurz vor dem Ursprung des Fliegens evolutionär mit einer Vielfalt an Flügelstrukturen experimentierten.